# Kynodesme

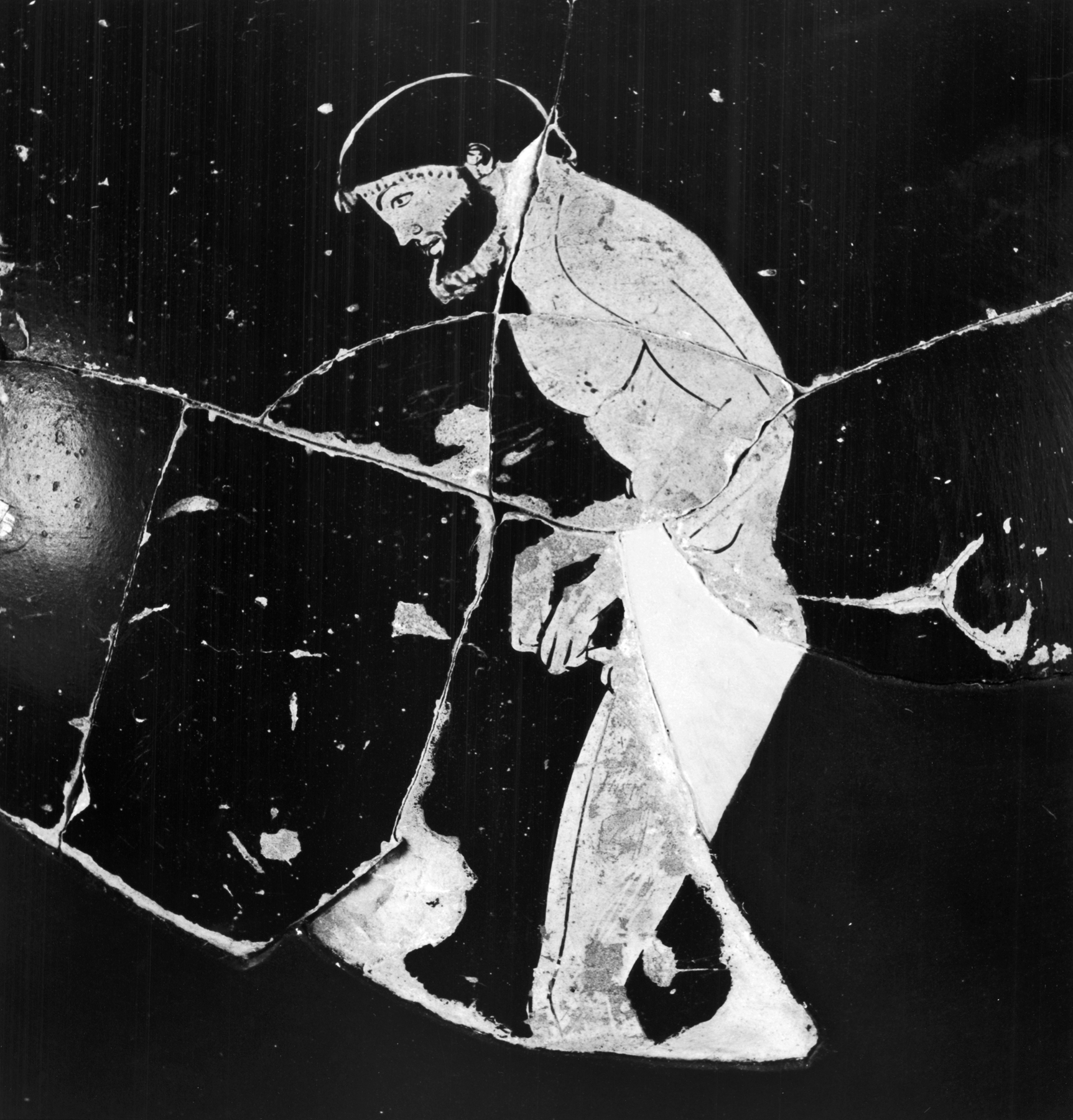
Athlète se posant un kynodesme (Psykter, vers -480)

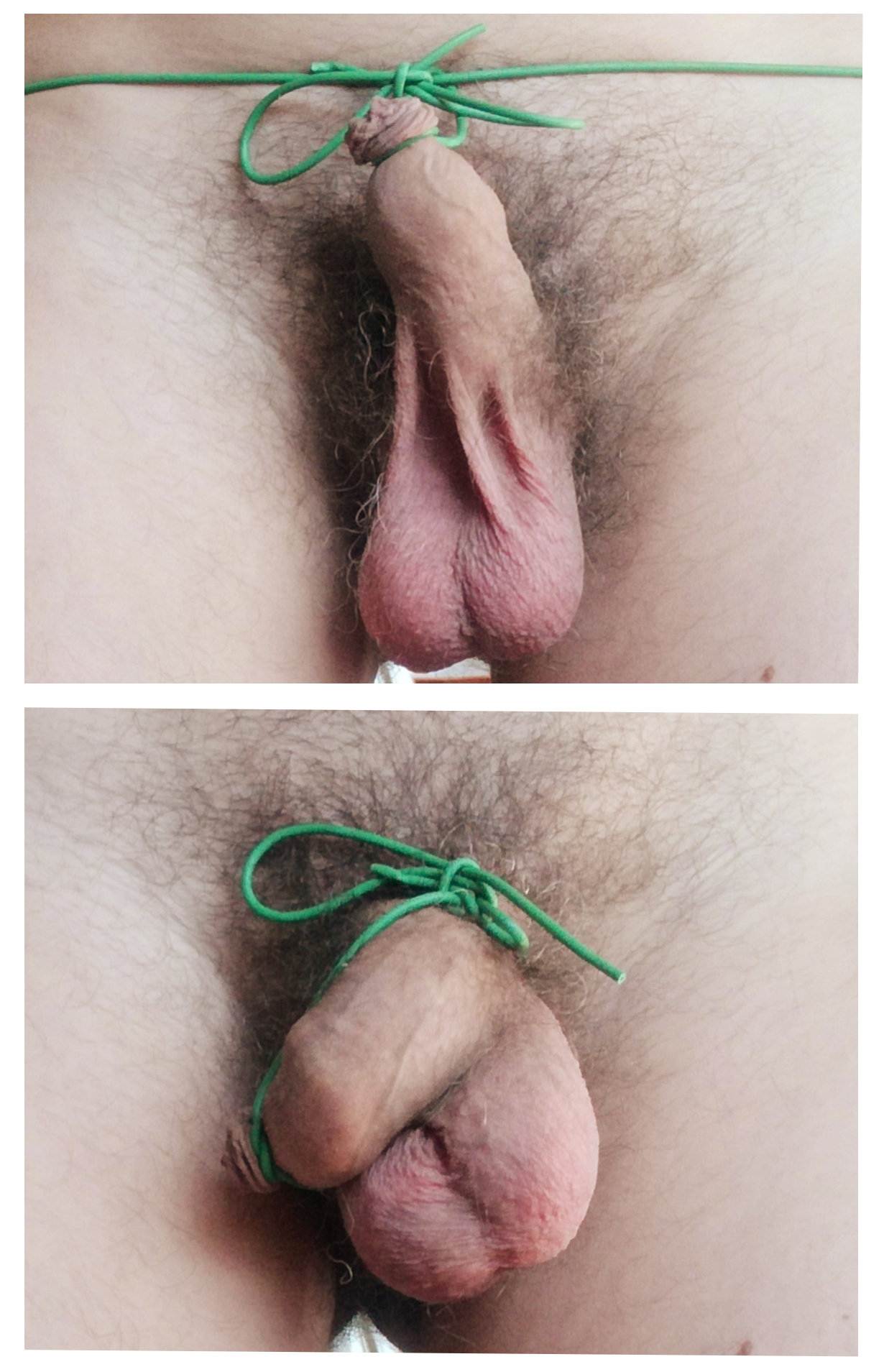
Deux manières de nouer le kynodesme: autour de la taille ou autour du scrotum.

Le kynodesme (littéralement laisse de chien) est une fine bande de cuir qui était portée par certains athlètes de la Grèce antique autour de leur prépuce pour ne pas dévoiler leur gland qui était considéré comme un des plus importants ornements du corps humain. Ce lien était lié étroitement autour de l'akroposthion, la partie du prépuce qui s'étend au-delà du gland. Le kynodesme pouvait de l'autre côté être attaché à la taille pour exposer le scrotum ou à la base du pénis pour faire apparaître ce dernier vrillé.
La première mention littéraire de ce terme date du Ve siècle av. J.-C. dans le drame satyrique Theoroi d'Eschyle. Il y a des preuves plus anciennes de l’existence de cet objet avec des images d'athlètes sur des poteries grecques.

## Sources
- (en) Hodges FM, « The Ideal Prepuce in Ancient Greece and Rome: Male Genital Aesthetics and Their Relation to Lipodermos, Circumcision, Foreskin Restoration, and the Kynodesme », Bulletin of the History of Medicine,‎ 2001, p. 75:375–405 (lire en ligne)
- (en) Robin Osborne, Greek History, London and New York, Routledge, 2004, 175 p. (ISBN 0-415-31717-7, lire en ligne) page 10
- (en) Eva Keuls, Reign of the Phallus, Berkeley and Los Angeles, California, University of California Press, 1985, 477 p. (ISBN 0-520-07929-9, lire en ligne), p. 68